# France au Concours Eurovision de la chanson 2015
La France est un des quarante pays participants au Concours Eurovision de la chanson 2015 à Vienne, en Autriche. Le pays est représenté par la chanteuse Lisa Angell et sa chanson N'oubliez pas, sélectionnées en interne par France 2

## Généralités
Le 27 août 2014 la participation française au Concours Eurovision de la  chanson 2015 est confirmée par France 2, qui reprend la diffusion du Concours après France 3 qui l'avait tenu pendant 16 années de 1999 à 2014. La deuxième chaîne a déjà retransmis le Concours auparavant (sur Antenne 2 de 1983 à 1992, sur France 2 de 1993 à 1998).
France 2 opère à une sélection en interne pour désigner le représentant de la France au Concours Eurovision 2015.

## Sélection
En novembre 2014, Lisa Angell interprète, lors de son spectacle à La Madeleine à Paris, la chanson N'oubliez pas écrite et composée par Robert Goldman. Jean-Claude Camus qui est alors dans la salle est convaincu de produire la chanteuse. Il en fait part à France 2, tandis qu'un extrait de la chanson est diffusé sur le site internet de RTL. L'annonce officielle du choix de France 2 a lieu le 23 janvier 2015 : Lisa Angell sera la représentante de la France avec sa chanson N'oubliez pas. Elle a été choisie en interne par l'intermédiaire de Nathalie André, directrice des divertissements et des jeux de France 2.

## À l'Eurovision
La France, en tant que membre du Big 5 , est directement qualifiée pour la finale du 23 mai 2015.
Les commentateurs pour la 1re demi-finale sur France Ô sont Mareva Galanter et Jérémy Parayre et pour la finale sur France 2 ce sont Stéphane Bern et Marianne James. Le porte-parole de la France est  Virginie Guilhaume (annonce des points du jury français).

### Points attribués par la France

#### Première demi-finale
| 12 points | Belgique |
| 10 points | Russie   |
| 8 points  | Roumanie |
| 7 points  | Albanie  |
| 6 points  | Hongrie  |
| 5 points  | Arménie  |
| 4 points  | Estonie  |
| 3 points  | Grèce    |
| 2 points  | Pays-Bas |
| 1 point   | Serbie   |

#### Finale
Le 23 mai 2015, à Vienne, en Autriche, lors de la finale du 60e Concours Eurovision de la chanson, Lisa Angell interprète N'oubliez pas en deuxième position sur la scène après Maraaya avec la chanson Here for You pour la Slovénie et avant Nadav Guedj avec Golden Boy pour Israël
| 12 points | Belgique  |
| 10 points | Russie    |
| 8 points  | Suède     |
| 7 points  | Lettonie  |
| 6 points  | Italie    |
| 5 points  | Espagne   |
| 4 points  | Pologne   |
| 3 points  | Arménie   |
| 2 points  | Australie |
| 1 point   | Hongrie   |

### Points attribués à la France
| 12 points | 10 points | 8 points | 7 points | 6 points | 5 points | 4 points | 3 points | 2 points | 1 point     |
| --------- | --------- | -------- | -------- | -------- | -------- | -------- | -------- | -------- | ----------- |
|           |           |          |          |          |          |          | Arménie  |          | Saint-Marin |

Au terme du vote final des pays (jury + télévote) la France se classe 25e sur 27 participants, avec un total de 4 points. La directrice des divertissements de France 2 Nathalie André ayant sélectionné la chanteuse déclare à la suite de ces résultats : « Ma connerie est d’y être allée avec une voix plutôt que d’y être allée avec Enrique Iglesias. Je suis prête à prendre ma revanche pour 2016 et je m’y mets dès aujourd’hui ».